# François Batet
Pour les articles homonymes, voir François Batet (lettreur) et Batet.
François Batet, pseudonyme de Francisco Batet Pellejero, né le 21 septembre 1921 à Barcelone, et mort le 5 décembre 2015 à Clamart, est un illustrateur espagnol, connu pour son travail d'illustration de littérature d'enfance et de jeunesse chez la maison d'édition Hachette.

## Biographie
Francisco Batet Pellejero suit des cours de peinture à l'Academia Tárrega à Barcelone. Il y rencontre une artiste peintre, Angelina Lavernia, qu'il épouse le 5 janvier 1949. Il dessine sur les scénarios de José Mallorquí les aventures en bande dessinée d'El Coyote jusqu'en 1951.
En 1951, le couple s’établit en France. Ils y ont deux enfants : François, né en 1956, et Carmen, née en 1958.
François Batet travaille alors comme illustrateur pour divers périodiques (France-Soir, France Dimanche, Confidences). Il se tourne ensuite vers l’illustration de romans pour la jeunesse, d’abord pour le compte des Éditions Gautier-Languereau puis pour celui des Éditions Hachette (collections Bibliothèque rose, Bibliothèque verte  et Idéal-Bibliothèque). Il illustre en particulier de nombreux romans de Jules Verne ainsi que plusieurs classiques du roman d'aventures.
Dès 1977, il se consacre à la peinture ; son thème de prédilection est la représentation de personnages féminins des années 1920 dans le style Art déco.
François Batet meurt le 5 décembre 2015 à Clamart,.

## Publications

### Bande dessinée
- El Coyote: El secreto de la diligencia, Clíper, 1946.
- El Coyote: Río turbulento, Clíper, 1948.
- El Coyote, Éditions Agualarga, 1970.

### Illustrations

#### Collection «Bibliothèque Hachette», Hachette
- 1957 : Sur la piste de l'Orégon[7], Mary Jane Carr.
- 1958 : Le Chef au masque d'or, René Guillot.
- 1958 : La Vocation d'Irène, Lorna Hill.

#### Collection «Bibliothèque verte»,Hachette
- Série Béatrice de Georges Chaulet :
  - 1963 : Une rapière pour Béatrice (no 225) ;
  - 1965 : Béatrice au grand galop (no 274) ;
  - 1965 : Béatrice à l'abordage (no 285).

- Série Buffalo Bill de David Hamilton :
  - 1976 : Buffalo Bill contre Nuage Rouge ;
  - 1977 : Buffalo Bill contre les hors-la-loi ;
  - 1977 : Buffalo Bill à Dodge City ;
  - 1978 : Buffalo Bill sur la piste du Montana ;
  - 1978 : Un colt pour Buffalo Bill ;
  - 1976 : Mille dollars pour Buffalo Bill.

- Série Le Carré d'as d'Odette Sorensen :
  - 1965 : Le Carré d'as et les malandrins (no 279) ;
  - 1966 : L'Affaire du coffre-fort (no 298) ;
  - 1966 : Les Disparus de l'autocar (no 303) ;
  - 1967 : Danger sur l'île (no 328) ;
  - 1967 : Deux as à la T.V. (no 337) ;
  - 1968 : Le Sac aux millions {(no 366) ;
  - 1969 : Le Revenant de la tour Bertrande (no 381).

- Série L'Étalon noir de Walter Farley : 
  - 1975 : Le Courage de l'Étalon noir
  - 1976 : Le Prestige de l'Étalon noir
  - 1977 : Le Secret de l'Étalon noir
  - 1978 : Le Fantôme de l'Étalon noir
  - 1979 : L'Étalon noir

- Série Ji, Ja, Jo de Pat Smythe :
  - 1966 : Ji, Ja, Jo et leurs chevaux (no 295) ;
  - 1967 : Le Rallye des trois amis (no 326) ;
  - 1968 : La Grande Randonnée (no 356) ;
  - 1969 : Le Grand Prix du Poney Club (no 380) ;
  - 1970 : À cheval sur la frontière (no 427) ;
  - 1970 : Rendez-vous aux jeux olympiques (no 490).

- Série Jules Verne :
  - 1960 : Un capitaine de quinze ans (no 156) ;
  - 1961 : L'École des Robinsons (no 187) ;
  - 1962 : Le Rayon vert (no 212) ;
  - 1963 : Vingt mille lieues sous les mers (no 30) ;
  - 1963 : Le Serpent de mer de Jules Verne (no 228).
  - 1967 : Le Triomphe de Michel Strogoff (no 340) ;

- Hors séries :
  - 1952 : La Cité sous la montagne, Henry Rider Haggard ;
  - 1955 : Aventures et combats, Louis Garneray ;
  - 1956 : L'Archer fantastique[8], Frank Crisp ;
  - 1956 : Lieutenant de Surcouf, Louis Garneray ;
  - 1957 : Base clandestine, les aventures de Luc Dassaut, Henri Vernes ;
  - 1957 : Frères des Brumes, Madeleine Grattan (no 296) ;
  - 1958 : Nicolas-Pan, Anne-Éric Beauchamps (no 36) ;
  - 1958 : Hornblower commandant, C. S. Forester (no 37) ;
  - 1958 : L'Éventail de Séville, Paul-Jacques Bonzon (no 48) ;
  - 1958 : Chercheur de pétrole au Sahara, Bernard Larivière (no 60) ;
  - 1959 : Fred et Sunny, Priscilla Willis (no 118) ;
  - 1959 : Les Portes d'or, Edward Fenton (no 119) ;
  - 1959 : Mon chien Rex, Arthur Holman (no 124) ;
  - 1959 : Les Cinq Sous de Lavarède, Paul d'Ivoi et H. Chabrillat (no 144) ;
  - 1960 : Djéri à l'éléphant, Jean d'Esme (no 171) ;
  - 1960 : Ma vie de clown, Grock avec la collaboration de Ernst Konstantin (no 153) ;
  - 1960 : Irène à l'Opéra, Lorna Hill (no 154) ;
  - 1961 : Les Clameurs se sont tues, Jean Denys[9] (no 177) ;
  - 1961 : Deux des Glénans, Jean Merrien (no 193) ;
  - 1962 : Ballerine à l'Opéra (Sur les pas d'Irène) de Lorna Hill (no 199) ;
  - 1962 : Une fille pilotait, Betty Cavanna (no 202) ;
  - 1962 : Le Bolide de Lavarède, Paul d'Ivoi (no 203) ;
  - 1962 : L'Amazone bleue, Françoise d'Eaubonne (no 208) ;
  - 1962 : Drôle de croisière, Jean Merrien (no 215) ;
  - 1962 : Lavarède et le corsaire Triplex, Paul d'Ivoi (no 219) ;
  - 1963 : Festival au château, Betty Cavanna (no 222) ;
  - 1963 : Rosanna entre dans la danse, Lorna Hill (no 227) ;
  - 1963 : Les Mémoires d'un yacht, Jean Merrien (no 233) ;
  - 1963 : Le Chevalier de Pardaillan, Michel Zévaco (no 235) ;
  - 1963 : L'Homme du vendredi, Marc Soriano (no 238) ;
  - 1963 : Poupah l'éléphant, André Demaison (no 239) ;
  - 1963 : Le Vicomte de Bragelonne[10], Alexandre Dumas (no 239) ;
  - 1964 : Le Dernier des Mohicans, Fenimore Cooper (no 98) ;
  - 1964 : Le Club des bis, Francis Didelot (no 258) ;
  - 1964 : Au hasard de la route, Louise Anker-Garin (no 255) ;
  - 1965 : La Fiancée de Pardaillan, Michel Zévaco (no 264) ;
  - 1965 : Le Chien qui prenait le train, Elvio Barlettani (no 278) ;
  - 1965 : Robinson Crusoé, Daniel Defoe (no 87) ;
  - 1965 : Une voix au bout du fil, Olivier Séchan (no 196) ;
  - 1966 : Le Cousin du Brésil, Lucie Rauzier-Fontayne (no 294) ;
  - 1966 : L'Homme à la carabine, Claude Veillot (no 299) ;
  - 1966 : Danielle mène la danse, Marie-Louise Fischer (no 311) ;
  - 1966 : Piège pour un braconnier, Jean-François Norcy (no 314) ;
  - 1967 : Les Garçons de l'île aux renards, Eilis Dillon (no 321) ;
  - 1967 : Le Scarabée noir, Nicole Chantal (no 324) ;
  - 1967 : Le Lieutenant Robin Crusoé[11] (no 325) ;
  - 1967 : La Fiancée de la forêt[12], Robert Nathan (no 342) ;
  - 1967 : Monsieur Mystère et Cie, Sid Fleischman (no 344) ;
  - 1968 : Le Fantôme de Barbe-Noire[13], Ben Stahl (no 350) ;
  - 1968 : La Patrouille sous la mer, Antoine Reboul (no 362) ;
  - 1968 : Treize à la douzaine, Frank et Ernestine Gilbreth (no 364) ;
  - 1968 : Tu ne tueras point, Antoine Reboul (no 368) ;
  - 1968 : Eugénie Grandet, Honoré de Balzac (no 106) ;
  - 1969 : Le Révolté de l'Alaska, Walt Morley (no 401) ;
  - 1970 : Le Trésor du château sans nom[14], Pierre Gaspard-Huit (no 424) ;
  - 1970 : Allo, Luc? Ici, Martine, Olivier Séchan ;
  - 1970 : Le Roman d'un enfant, Pierre Loti ;
  - 1971 : Les Mésaventures de Merlin Jones[15], Mary Carey (no 470) ;
  - 1971 : Maroussia, P.-J. Stahl ;
  - 1974 : Les Derniers Jours de Pompéi, Edward Bulwer-Lytton ;
  - 1974 : Le Trésor de la Santa-Cruz, Amiral Ellsberg ;
  - 1976 : Luc et Martine au bord du gouffre, Olivier Séchan ;
  - 1977 : La Guitare andalouse, Saint-Marcoux ;
  - 1977 : Jeunesse oblige, Auteurs en herbe ;
  - 1978 : Le Fantôme de l'Étalon noir, Walter Farley.
  - 1979 : Les Patins d'argent, Mary Mapes Dodge ;

#### Collection  «Bibliothèque rose»[16], Hachette
- Série Comtesse de Ségur :
  - 1972: Le Général Dourakine (avec Jeanne Hives) :
  - 1979 : L'Auberge de l'Ange gardien ;
  - 1979 : Diloy le chemineau ;
  - 1979 : Les Deux Nigauds ;
  - 1979 : Pauvre Blaise.

- Série Cricketto de David Scott Daniell :
  - 1963 : Cricketto de Napoli (no 129) ;
  - 1964 : Cricketto et le petit prince (no 152) ;
  - 1965 : Cricketto dans l'île mystérieuse (no 198) ;
  - 1968 : Cricketto dans la forêt vierge (no 288) ;
  - 1969 : Cricketto chez les Écossais (no 314).

- Série Davy Crockett :
  - 1966 : Davy Crockett et les Peaux-Rouges, Tom Hill (no 225) ;
  - 1967 : Davy Crockett sur le sentier de la guerre, Tom Hill (no 241) ;
  - 1967 : Davy Crockett et le loup rouge, Tom Hill (no 253) ;
  - 1969 : Davy Crockett shérif, Tom Hill (no 313) ;
  - 1969 : Davy Crockett et les brigands, Tom Hill (no 326) ;
  - 1970 : Davy Crockett dans la forêt sauvage (no 346) ;
  - 1970 : Davy Crockett capitaine, Tom Hill (no 367) ;
  - 1972 : Le Mariage de Davy Crockett, Tom Hill (no 367) ;
  - 1973 : Davy Crockett à Fort Alamo, Tom Hill (no 396) ;
  - 1974 : Davy Crockett au Capitole, Tom Hill (no 367) ;
  - 1974 : Davy Crockett et le Grand Sachem, Tom Hill ;
  - 1975 : Davy Crockett et les bandits mexicains, Fred Himley ;
  - 1976 : Davy Crockett et l'imposteur, Fred Himley ;
  - 1976 : Davy crockett et Faucon Noir, Fred Himley ;
  - 1977 : Davy Crockett et l'espion anglais, Fred Himley ;
  - 1978 : Le Triomphe de Davy Crockett, Fred Himley ;
  - 1979 : Davy Crockett et les cinq flèches, Fred Himley.

- Série Domino de Suzanne Pairault :
  - 1975 : Domino sur la piste ;
  - 1976 : Domino, l’Étoile et les Rubis ;
  - 1977 : Domino fait coup double ;
  - 1977 : La Grande Croisière de Domino ;
  - 1978 : Domino et le Japonais ;
  - 1979 : Domino dans le souterrain.

- Série Éric[17] de Hans Peterson :
  - 1962 : Éric et Coquette (no 95) ;
  - 1964 : Le Grand Voyage d'Éric (no 146) ;
  - 1966 : Éric et le chien trouvé (no 223) ;
  - 1967 : Éric et son lion (no 239) ;
  - 1971 : Éric et le chien du port (no 387).

- Série Gilles de Jean-Claude Deret :
  - 1975 : Gilles sur les bateaux mouches ;
  - 1975 : Gilles à la Tour Eiffel ;
  - 1976 : Gilles tourne à Notre-Dame ;
  - 1976 : Gilles prend la Bastille ;
  - 1977 : Gilles et les mystères de l'Observatoire ;
  - 1977 : Gilles chasse aux Tuileries ;

- Série Mystère d'Enid Blyton :
  - 1965 : Le Mystère de l'éléphant bleu (no 203) ;
  - 1967 : Le Mystère du chien savant (no 234) ;
  - 1967 : Le Mystère du chapeau pointu (no 254) ;
  - 1968 : Le Mystère des singes verts (no 281) ;
  - 1968 : Le Mystère du message secret (no 294) ;
  - 1971 : Le Mystère du chapeau pointu ;
  - 1973 : Histoires du coffre à jouets.

- Série Série Secret[18] de Mary Jane[19]
  - 1974 : Le Secret des trois éclairs[20] ;
  - 1975 : Le Secret des œillets bleus[21] ;
  - 1975 : Le Secret du cap des Brumes[22] ;
  - 1976 : Le Secret du clair de lune[23].

- Hors-série :
  - 1959 : Doudou s'amuse, Madeleine Charvet (no 45) ;
  - 1959 : Quatre filles campaient, Maria de Crisenoy (no 43) ;
  - 1960 : Rémi passe-partout, David Daniell (no 65) ;
  - 1960 : Le Chat du capitaine[24], Ursula Williams (no 70) ;
  - 1961 : Les Locataires de la Maison jaune, Kate Douglas Wiggin (no 75) ;
  - 1962 : Mon ami Caramel, Louise Anker-Garin (no 106) ;
  - 1962 : Seul sur les routes, Lucie Rauzier-Fontayne (no 114) ;
  - 1963 : Trois cousins dans un moulin, Olivier Séchan (no 123) ;
  - 1964 : Au galop cowboy ![25], Henry V. Larom (no 148) ;
  - 1964 : Mic et Moune au Grand domaine, Marc Fontenoy (no 161) ;
  - 1964 : Le Mystère du rodéo[26], Henry V. Larom (no 164) ;
  - 1965 : Suzy, de la police montée, Muriel Denison (no 160) ;
  - 1965 : Mic et Moune chez son altesse, Marc Fontenoy (no 179) ;
  - 1965 : Le Mystère du ranch[27], Henry V. Larom (no 187) ;
  - 1966 : Cavalcade au pensionnat, Lucienne Lasfargeas (no 217) ;
  - 1966 : La Grotte aux oubliettes, Jeanne Foulquier (no 204) ;
  - 1969 : La Revanche de Pablito[28], Walt Disney (no 317) ;
  - 1970 : L'Espion était à l'écoute, Lucienne Lasfargeas (no 353) ;
  - 1970 : Le Roman d'un enfant, Pierre Loti (no 412) ;
  - 1974 : Un chien pour Dominique, Enid Blyton ;
  - 1975 : Le Secret des œillets bleus, Mary Jane ;
  - 1975 : Le Secret du cap des Brumes, Mary Jane ;
  - 1976 : Le Secret du clair de lune, Mary Jane.

#### Collection «Idéal-Bibliothèque», Hachette
- Série Luc et Martine d'Olivier Séchan:
  - 1959 : Allô, Luc ? Ici, Martine…, (no 173) ;
  - 1960 : Luc et Martine font équipe, (no 189) ;
  - 1961 : Luc et Martine à la tour blanche, (no 216).

- Série Zorro de Walt Disney :
  - 1959 : Zorro, (no 176) ;
  - 1971 : Zorro arrive !, (no 372) ;
  - 1972 : Zorro et le sergent Garcia ;
  - 1972 : Le Retour de Zorro ;
  - 1973 : Zorro et le trésor du Pérou ;
  - 1974 : Zorro contre le gouverneur ;
  - 1975 : L'Épée de Zorro.

- Hors série :
  - 1952 : Poo Lorn l’éléphant, Reginald Campbell (réed. 1979) ;
  - 1953 : Robin des Bois, Suzanne Pairault (réed. 1957 (no 43) ;
  - 1954 : Le Jivaro blanc, Denise Bernard ;
  - 1955 : Ben-Hur, Lewis Wallace (no 86) ;
  - 1955 : L’Épave mystérieuse, Frank Crisp (no 88) ;
  - 1956 : L'Invitée de Camargue, Lucie Rauzier-Fontayne (no 118) ;
  - 1956 : Le Petit Cornac, Willis Lindquist (no 111) ;
  - 1957 : Norah joue et gagne, Diélette (no 133) ;
  - 1957 : La Maison du chèvrefeuille, Lucie Rauzier-Fontayne (no 136) ;
  - 1957 : La Revanche de Pablito, Walt Disney[29] (no 140) ;
  - 1958 : Norah et l'automate, Diélette (no 164) ;
  - 1958 : Sidi Safi, Albert Laredo et Joseph Franceschi ;
  - 1958 : Chercheur de pétrole au Sahara, Bernard Larivière (no 60) ;
  - 1958 : Infirmière dans la jungle, Margaret Ruthin (no 147) ;
  - 1958 : La Revanche de Robin des Bois, Suzanne Pairault (no 154) ;
  - 1959 : Le Petit Écolier d'Anne Beauchamps (no 171) ;
  - 1959 : Red Kid de l'Arizona, René Guillot (no 179) ;
  - 1960 : Deux ans de vacances, Jules Verne (no 190) ;
  - 1960 : Le Sourire de Brigitte, Lucie Rauzier-Fontayne (no 199) ;
  - 1960 : Ivanhoé, Walter Scott (no 197) ;
  - 1960 : La Cordée magnifique, James Ramsey Ullmann (no 184) ;
  - 1960 : Ben-Hur[30], Lewis Wallace (no 86) ;
  - 1961 : De la Terre à la Lune, Jules Verne (no 213) ;
  - 1961 : Les Tribulations d'un Chinois en Chine, Jules Verne (no 201) ;
  - 1961 : Danseuse Étoile, Claude Bessy (no 204) ;
  - 1961 : Eric et l'écureuil, Hans Peterson (no 207) ;
  - 1962 : Le Phare du bout du monde de Jules Verne (no 229) ;
  - 1962 : Gilles et Jacotte, Louisa May Alcott (no 222) ;
  - 1962 : Alamo, le fort des dernières cartouches, Steve Frazee (no 219) ;
  - 1962 : Robin des Bois et la flèche verte, Suzanne Pairault (no 234) ;
  - 1962 : Le Chien du shérif, Zachary Ball (no 283) ;
  - 1962 : Mathias Sandorf, Jules Verne (no 252) ;
  - 1963 : Le Cheval de verre, Paul-Jacques Bonzon (no 240) ;
  - 1963 : La Chanson merveilleuse, Lucie Rauzier-Fontayne (no 246) ;
  - 1964 : Sam chien du Texas, Fred Gipson (no 261) ;
  - 1964 : Hélène ballerine, Linda Gray (no 266) ;
  - 1965 : Tessa la Fanfaronne[31], Marie-Louise Fischer (no 276) ;
  - 1965 : Hélène aux feux de la rampe, Linda Gray (no 277) ;
  - 1965 : Un trappeur de quinze ans, Paul Annixter (no 285) ;
  - 1966 : Pirate malgré moi, May d'Alençon (no 300) ;
  - 1966 : Thierry la Fronde : Les chevaliers de Sologne, Jean-Claude Deret (no 305) ;
  - 1966 : Le Bathyscaphe d'or, Georges Chaulet (no 307) ;
  - 1967 : Thierry la Fronde : Les Premières armes de Thierry la Fronde, Jean-Claude Deret (no 329) ;
  - 1967 : Annette dans la sierra[32], Walt Disney (no 330) ;
  - 1968  : La Guitare andalouse, Saint-Marcoux (no 349) ;
  - 1969 : Un poney dans la tempête, Marguerite Henry (no 354) ;
  - 1969 : Le Torero de Cordoue, René Guillot (no 358) ;
  - 1969 : Les Cinq Cents Millions de la Bégum, Jules Verne (no 360) ;
  - 1970  : Le Voleur de lumière, Saint-Marcoux (no 362) ;
  - 1971 : Soleil de mon Espagne, Paul-Jacques Bonzon (no 374) ;
  - 1972 : L'Étrange Histoire de l'apprentie sorcière, Mary Norton.

#### Autres collections
- 1956 : Bob et Line, collection Les Albums roses, Hachette.
- 1960 : Cosette, adapté par Denis-François ; coll. Les Albums roses, Hachette.
- 1957 : Robin des bois, Suzanne Pairault ; coll. : Collection des Grands Romanciers, Hachette.
- 1958 : L'Histoire d'un vrai voyage, Mamita ; coll. : Collection des Grands Romanciers, Hachette.
- 1960 : Les Malheurs de Sophie, Comtesse de Ségur ; coll. Les Albums roses, Hachette.
- 1962 : L'Archer fantastique, Frank Crisp ; coll. : collection J (no 51), Éditions ODEJ.
- 1968 : La Vallée du damné, Viviane Cambon ; coll. : Livre club junior, Éditions ODEJ.
- 1970 : Le Vicomte de Bragelonne, Alexandre Dumas ; Éditions Hachette, coll. : Les Grands livres Hachette.
- 1976 : Une Petite fête pour le cœur, Silvain Reiner ; Éditions Olivier Orban.

### Sources
- Peintures de François Batet sur markovart.org
- Bibliothèque nationale de France (catalogue général)